# Resolution 158 des UN-Sicherheitsrates
Die Resolution 158 des UN-Sicherheitsrates ist eine Resolution, die der Sicherheitsrat der Vereinten Nationen in der 907. Sitzung am 28. September 1960 einstimmig beschloss. Sie beschäftigte sich mit der Aufnahme des Senegal als neues Mitglied in die Vereinten Nationen.

## Hintergrund
1914 wurden die ersten afrikanischstämmigen Abgeordneten des Senegals in die französische Nationalversammlung entsandt, 1946 erhielten alle Bürger das Wahlrecht. In zwei Stufen entließ Frankreich das Land schließlich in die Unabhängigkeit. 1958 erhielt es weitgehende Autonomie innerhalb der Französischen Gemeinschaft, im folgenden Jahr schloss es sich mit Mali zur Mali-Föderation zusammen die am 20. Juni 1960 unabhängig wurde. Der Sicherheitsrat genehmigte mit der Resolution 139 am 28. Juni 1960 einen Beitritt der Föderation zu den Vereinten Nationen, die sich aber am 20. August 1960 wieder auflöste und in den Senegal und Mali aufteilte.

## Inhalt
Der Sicherheitsrat gab bekannt, dass er die Aufnahme des Senegal als neues Mitglied der Vereinten Nationen geprüft hat und empfahl der UN-Generalversammlung einer Aufnahme zuzustimmen.

## Beitritt
Der Senegal trat den Vereinten Nationen noch am selben Tag (28. September) bei.